# 真実 (2019年の映画)
『真実』（しんじつ、仏: La vérité；英: The Truth）は、2019年のフランス・日本のドラマ映画。監督は是枝裕和、主演はカトリーヌ・ドヌーヴ、共演はジュリエット・ビノシュ、イーサン・ホーク、リュディヴィーヌ・サニエなど。主演のドヌーヴ自身を想起させるフランスの国民的大女優が出版した『真実』と題された自伝本をめぐって、虚実入り乱れたドラマが展開する。
第76回ヴェネツィア国際映画祭でオープニング作品に選出された。

## ストーリー
フランスの大女優ファビエンヌは70代で自伝本『真実』出版した。それを祝うためにパリの大豪邸を訪れる娘のリュミールとその夫、孫娘のシャルロット。アメリカで脚本家として活躍するリュミールは、到着後に初めて自伝を読み、美化し過ぎの身勝手な内容にあ然とした。リュミールは娘時代から、毒舌家で我がままな母親と疎遠で、中学時代に舞台劇に出ても観に来なかったことを根に持っていた。
ファビエンヌの屋敷には執事のリュックと、料理上手な愛人のジャックが同居していた。急に暇(いとま)乞いして出て行くリュック。彼は、40年も仕えてファビエンヌの仕事面もサポートして来た自分が、自伝に一行も登場しないことに腹を立てたのだ。代役としてマネージャー業を押し付けられ、困惑するリュミール。
ファビエンヌには若い頃、ライバル関係のサラという女優がいた。現在、撮影中の映画も、サラの再来と言われる新人女優マノンが主演なので引き受けたという。撮影所でその演技を見て「たいしたことない」と憎まれ口を叩くファビエンヌ。だが、夜中に目を覚ましたファビエンヌは、大事にしまっていた黒いワンピースを取り出し、懐かしそうにそっと撫でた。
愛人も暮らす屋敷に、平然と現れるピエール。彼はファビエンヌに追い出された夫であり、リュミールの父親だった。ピエールは金に困っている様子で、自伝のモデル料をあてにしていたが、自伝の中で彼は死んだことにされていた。屋敷の庭で飼われている年老いた陸ガメのピエールが、夫のピエールと入れ替わるように姿を消したことで、孫のシャルロットは祖母が魔女であり、嫌いな夫を魔法でカメにしていたと確信した。
娘時代の自分を母親のように支えてくれたのはサラだったとファビエンヌに突っかかるリュミール。サラはファビエンヌと同居するほどの親友だったのだ。過去にファビエンヌがセザール賞を獲った有名な役は、サラに決まっていたものをファビエンヌが監督と寝て奪ったと指摘するリュミール。その結果、サラは酔って海に入り死亡したのだ。それでもファンは許してくれる。全ては演技のためと言い放つファビエンヌ。だが、ファビエンヌは40年間、サラの影を追い続けていた。
執事のリュックがいないと困るので、謝るセリフを書けとリュミールに指示するファビエンヌ。セリフでなければファビエンヌは人に謝ることが出来ないのだ。リュックと、彼の幼い孫たちやリュミールの一家も揃って賑やかに会食し、リュックと仲直りするファビエンヌ。
ファビエンヌが撮影している映画は、歳を取らない若い母親と80才まで順当に老いて行く娘のSF映画だった。主演女優のマノンに皮肉を言ったり、セリフを覚えなかったり、スタジオから脱走しようとするファビエンヌに、「逃げている」「サラとも共演しなかった」　と痛いところを突くリュミール。ハッとしたファビエンヌは、今でもスタジオでサラが見ている気がすると打ち明けて、優しい演技で最後のシーンを撮影した。サラの再来との共演を果たし、主演女優のマノンを認めて、サラの形見の黒いワンピースを贈るファビエンヌ。
中学時代のリュミールの舞台を実は見に行ったと打ち明けるファビエンヌ。母娘は心から抱き合ったが、ファビエンヌは、感動的な今の気持ちを芝居に生かしたい、最後のシーンを撮り直せと、我がままな要求を始めた。

## キャスト
※括弧内は日本語吹替版声優
- ファビエンヌ・ダジュヴィル: カトリーヌ・ドヌーヴ（宮本信子[7]） - フランスの大女優。
- リュミール: ジュリエット・ビノシュ（宮崎あおい[7]） - ファビエンヌの娘。ニューヨーク在住の脚本家。
- ハンク・クーパー: イーサン・ホーク（佐川和正） - リュミールの夫。二流の俳優。
- アンナ・ルロワ: リュディヴィーヌ・サニエ （実川貴美子） - 38歳時のエイミー役の女優。
- シャルロット: クレモンティーヌ・グルニエ（佐々木みゆ[7]） - リュミールとハンクの娘。
- マノン・ルノワール: マノン・クラヴェル（松岡依都美） - エイミーの母親役の女優。
- リュック: アラン・リボル（フランス語版）（伊藤和晃） - ファビエンヌの個人秘書。
- ジャック: クリスチャン・クラエ（フランス語版）（長克巳） - ファビエンヌの現在のパートナー。料理上手。
- ピエール: ロジァー・ヴァン・フール（フランス語版）（佐々木敏） - リュミールの父親。
- 記者: ローラン・カペリュート（フランス語版）（各務立基） - ファビエンヌにインタビューする男性。

## 製作

### キャスティング
2011年にジュリエット・ビノシュと企画の相談を始め、2017年にカトリーヌ・ドヌーヴの出演が決まり、2018年にイーサン・ホークの出演が決まった。

### 撮影
主要な撮影は、2018年10月に開始し、2018年12月13日に終了した。

## 公開
本作は、2019年8月18日の第76回ヴェネツィア国際映画祭でオープニング上映として、世界初上映された。
日本では2019年10月11日に全国上映された後、11月1日に特別編集版が全国上映された。

## 作品の評価
アロシネによれば、フランスの33のメディアによる評価の平均点は5点満点中3.8点である。
Rotten Tomatoesによれば、批評家の一致した見解は「『真実』は是枝裕和の最高傑作とは言えないかもしれないが、脚本・監督としておなじみのテーマを彼らしい繊細なタッチで再度取り上げている。」であり、158件の評論のうち高評価は87%にあたる138件で、平均点は10点満点中7.2点となっている。
Metacriticによれば、33件の評論のうち、高評価は26件、賛否混在は7件、低評価はなく、平均点は100点満点中75点となっている。